# Olizy-Primat
Olizy-Primat település Franciaországban, Ardennes megyében. Lakosainak száma 224 fő (2022. január 1.). Olizy-Primat Brécy-Brières, Falaise, Longwé, Mouron, Savigny-sur-Aisne és Grandpré községekkel határos.

## Népesség
A település népességének változása:
| Lakosok száma | 213  | 204  | 205  | 217  | 215  | 242  | 234  | 237  | 235  | 224  |
|               | 1975 | 1990 | 1999 | 2011 | 2013 | 2016 | 2017 | 2019 | 2020 | 2022 |